# Forêt domaniale de Marchiennes
La forêt domaniale de Marchiennes s'étend sur 800 hectares.
Elle est la seule forêt domaniale et la plus grande surface boisée de l'arrondissement de Douai mais la 2e du Parc Naturel Régional (PNR) Scarpe-Escaut, après la forêt de Raismes-Saint Amand les Eaux. Sa gestion est assurée par l'Office National des Forêts.
Elle se situe sur le territoire de quatre communes : Marchiennes, Beuvry-la-Forêt, Tilloy-lez-Marchiennes, Bouvignies.

## Historique
Propriété de l'abbaye de Marchiennes jusqu'en 1793 où elle devient propriété de l'État.
Ce massif est totalement détruit pendant la Première Guerre Mondiale (rares sont les arbres ayant plus de 90 ans).

## Écologie
La forêt est assise sur un placage de sable et de sable limoneux .
Le boisement est essentiellement composé de chêne pédonculé, de charmes, d'érables, ponctué de peuplement de pin sylvestre.
Les caractéristiques écologiques d'intérêt sont reconnus par un inventaire national, une ZNIEFF type I - (no 007-13), qui n'a pas de contraintes réglementaires. Cette ZNIEFF comprend l'ensemble des espaces forestiers et de ses lisières (1 320 ha). Une procédure de modernisation des ZNIEFF est en cours.
Des mares sont aménagées. Elles permettent le maintien de l'eau à des périodes propices à la vie du Triton crêté.

## Gestion
Une expérimentation pour l'extraction de bois par des chevaux de trait est en cours.

## Loisirs
La forêt accueille plus de 110 000 visiteurs par an. La forêt est fréquentée notamment par de nombreux randonneurs, cavaliers, cyclistes, écoliers, habitants du Parc et du Douaisis.
Cet afflux s'explique par les aménagements de loisirs réalisés et sa position de vaste espace boisé situé dans un espace régional fortement urbanisé.
À une période donnée, quelques forains installent leurs manèges à la "Croix-ou-Pile".
Des sorties randonnées et découverte des champignons sont régulièrement organisées par les associations locales, le PNR et l'Office de tourisme de Marchiennes.